# Хоминцы (Сумская область)
Хоминцы (укр. Хоминці) — село,
Хоминцевский сельский совет,
Роменский район,
Сумская область,
Украина.
Код КОАТУУ — 5924189601. Население по переписи 2001 года составляло 531 человек.
Является административным центром Хоминцевского сельского совета, в который, кроме того, входят сёла
Дубина и
Локня.

## Географическое положение
Село Хоминцы находится на берегу реки Локня,
выше по течению на расстоянии в 2,5 км расположено село Дубина,
ниже по течению на расстоянии в 2,5 км расположено село Зарудневка.

## История
- Село Хоминцы известно с XVII века.[2].
- В 1795 году большое число хоминчан переселились в Запорожье.[3].
- Советская власть установлена в январе 1918 г.
- В 1933 году умерло 52 человека.[4]
- На фронтах Великой Отечественной войны сражались с врагом 318 жителей села, 61 из них за мужество и героизм награждён орденами и медалями СССР, 240 отдали жизнь за свободу и независимость Родины.[5].
- В селе Хоминцы установлен памятник советским воинам, павшим в боях за освобождение села от фашистских захватчиков.[6]

## Демография
- 1786 год — дворов − 129. Жителей — 659 (м/п-320, ж/п −339)[7].
- 1862 год — дворов — 327. Жителей — 2 597 (м/п-1.249, ж/п-1.248)[8].
- 1895 год — 4.079 душ (2.033-2.046 коз. и крест).[9].
- 1900 год — 3 205 жителей[10].
- 1903 год — 4 000 жителей[11].
- 1912 год — 3 117 жителей (мѣщ. 551, каз. 1683, крест. 883)[12].
- 1983 год — 1 100 жителей[13].
- 2001 год — 531 человек[1].
- 2012 год — 184 двора, 398 жителей.[14].

## Экономика
- Молочно-товарная ферма.
- ЗАО «им. Ильича».
- ГП «Интерагро».

## Объекты социальной сферы
- Школа.
- Дом культуры.